# Juan Cassiers
Jean Jules Marie Georges (Juan) baron Cassiers (Middelkerke, 11 mei 1931 - Brussel, 5 maart 2010) was een Belgisch diplomaat.

## Biografie

### Familie
Juan Cassiers was een zoon van wisselagent Edmond Cassiers en Béatrice Delacroix. Hij was een kleinzoon van minister van Staat Léon Delacroix, een achterkleinzoon van Edmond Nerincx en een achterneef van Alfred Nerincx. Hij trouwde met Marguerite (Daisy) Lannoy. Ze kregen vier kinderen.
Hij was een broer van psychiater en hoogleraar Léon Cassiers. De broers werden in 2004 in de erfelijke adel met de persoonlijke titel baron opgenomen.
Cassiers was een schoonbroer van Philippe de Buck van Overstraeten en een neef van Claude Delacroix.

### Loopbaan
Cassiers liep school aan het Sint-Michielscollege in Brussel en studeerde aan de Katholieke Universiteit Leuven. In 1956 trad hij in dienst van Buitenlandse Zaken. Van 1960 tot 1961 was hij attaché bij de Noord-Atlantische Raad, van 1962 tot 1967 ambassadesecretaris in Washington D.C., van 1967 tot 1970 plaatsvervangend hoofd van de technologieafdeling van Buitenlandse Zaken, van 1970 tot 1973 plaatsvervangend vertegenwoordiger bij de OESO, van 1974 tot 1976 ambassaderaad in Peking, van 1976 tot 1979 ambassaderaad in Keulen en van 1979 tot 1981 hoofd van de politieke en militaire afdeling van Buitenlandse Zaken. In 1981 werd hij kabinetschef van minister van Buitenlandse Zaken Leo Tindemans (CVP).
Vervolgens was hij achtereenvolgens permanent vertegenwoordiger bij de NAVO van 1983 tot 1987, permanent vertegenwoordiger bij de OESO van 1988 tot 1990, ambassadeur in Washington D.C. van 1991 tot 1994 en ambassadeur bij de Heilige Stoel van 1994 tot 1998.

## Publicatie
- The Hazards of Peace. A European View of Entente, Cambridge, Center for International Affairs, 1976.